# Landschap Twente
Het landschap, kwartier of gewest Twente was vanaf de late middeleeuwen tot het einde van de Republiek der Zeven Verenigde Nederlanden in 1795 een van de drie kwartieren van Overijssel. Het gebied valt samen met wat tegenwoordig nog steeds Twente wordt genoemd, oorspronkelijk maakte echter ook het Niedergrafschaft Bentheim er deel van uit. Het grootste deel van het kwartier werd gevormd door het drostambt Twente.

## Begrenzing
Het gewest Twente grensde in het noorden aan de Niedergrafschaft Bentheim, in het westen aan Salland, in het zuiden aan de heerlijkheid Borculo en in het oosten aan het prinsbisdom Münster en het Obergrafschaft Bentheim.

## Geschiedenis

### Graafschap Twente
Twente was in de middeleeuwen een gouw. Oorspronkelijk waren er waarschijnlijk zelfs twee gouwen: Noord- en Zuid-Twente. Van Zuid-Twente is echter geen vermelding bekend. De oudste vermelding van Noord-Twente stamt uit 797 als een zekere Oodhelm verschillende goederen aan de relikwieën van Sint-Salvator in Wichmond schenkt die daar door Liudger (circa 742-809) waren samengebracht. Ook worden dan voor het eerst Twentse buurschappen genoemd: Manheri (Mander) en Huleri (waarschijnlijk Dulder). De naam Noord-Twente verdwijnt dan, in 851 vermeldt de Translatio Sancti Alexandri de plaats Wilsum als gelegen in pago Thuehenti, de gouw Twente. 
De gouw Twente was groter dan het huidige Twente, want hij omvatte ook het ten noorden van het tegenwoordige Twente gelegen Niedergrafschaft Bentheim, bestaande uit de kerspelen Uelsen, Emlichheim en Veldhausen. Dit gebied maakte daardoor nog lange tijd deel uit van het dekenaat Twente dat onderdeel was van het bisdom Utrecht, in tegenstelling tot het Obergrafschaft Bentheim dat onder het bisdom Münster viel.
De graaf die als hoogste ambtenaar in de gouw optrad zetelde naar alle waarschijnlijkheid te Goor. Vermoedelijk in de elfde eeuw verwierf de bisschop van Utrecht ook de wereldlijke macht in Twente. De graaf werd nu een vazal van de bisschop. De graven van Goor fungeerden als graaf van Twente. De graaf van Goor was een van de belangrijkste leenmannen van de bisschop en hij fungeerde als diens banierdrager. In die functie trad de graaf van Goor ook op tijdens de slag bij Ane in 1227.
Onenigheid tussen bisschop en graaf leidde ertoe dat in 1248 de laatste graaf werd afgezet. Zijn taak werd geheel overgenomen door een drost, een ambt dat trouwens ook voor 1248 al bestond. Het drostambt was niet erfelijk, maar wel lucratief wegens het aandeel in de boetes dat de drost als inkomen genoot. De macht van de drost gold niet het hele landschap Twente. Enkele heerlijkheden vielen erbuiten.

### Het platteland
In de middeleeuwen leefden de meeste Twentenaren van de landbouw, met name akkerbouw. De boeren woonden in kleine sociale gemeenschappen, de buurschappen. Enkele buurschappen samen vormden een kerspel dat zeer grote afmetingen kon hebben. Het kerspel Ootmarsum bijvoorbeeld omvatte oorspronkelijk ook Almelo.
Het platteland van Twente werd gekenmerkt door een essen- en kampenlandschap. Alleen in Vriezenveen bestond een slagenlandschap met opstrekkende heerden. Het grootste deel was echter woeste grond. De bewoners vielen oorspronkelijk in vier sociale lagen: de edelen, de vrijgeborenen, de vrijgelatenen en de horigen. De adel en de vrije boeren vormden de kleinste categorie. Een groot deel van de boerderijen was horig. Ze waren ofwel eigendom van adellijke bezitters, dan wel van grote geestelijke instellingen zoals kloosters. Verreweg de grootste eigenaar van horige erven was de landsheer, de bisschop van Utrecht. Zijn bezittingen waren georganiseerd in 7 hoven. Deze hoven waren de hoven Borne, Delden, Goor, Oldenzaal, Ootmarsum en Wedehoen. In 1333 kwam daar met de verwerving van de heerlijkheid Diepenheim de hof Kagelink bij. Andere grote instellingen waren de abdij Werden, het klooster Lorsch, het Kapittel van Sint-Pieter te Utrecht, het Kapittel van Sint-Lebuïnus te Deventer en het stift Essen.
Van de overige boerderijen waren verscheidene allodiaal, maar een meerderheid leenhorig. De belangrijkste leenheer was de bisschop van Utrecht, andere leenheren waren de graaf van Bentheim, de heer van Borculo, de graaf van Steinfurt en de graaf van Almelo.
Aan het eind van de middeleeuwen ontstaan de havezaten, waarvan het aantal in de zeventiende eeuw ruim 40 bedroeg. Daarnaast was er nog een aantal landhuizen zonder bestuurlijke voorrechten.

### Steden en dorpen

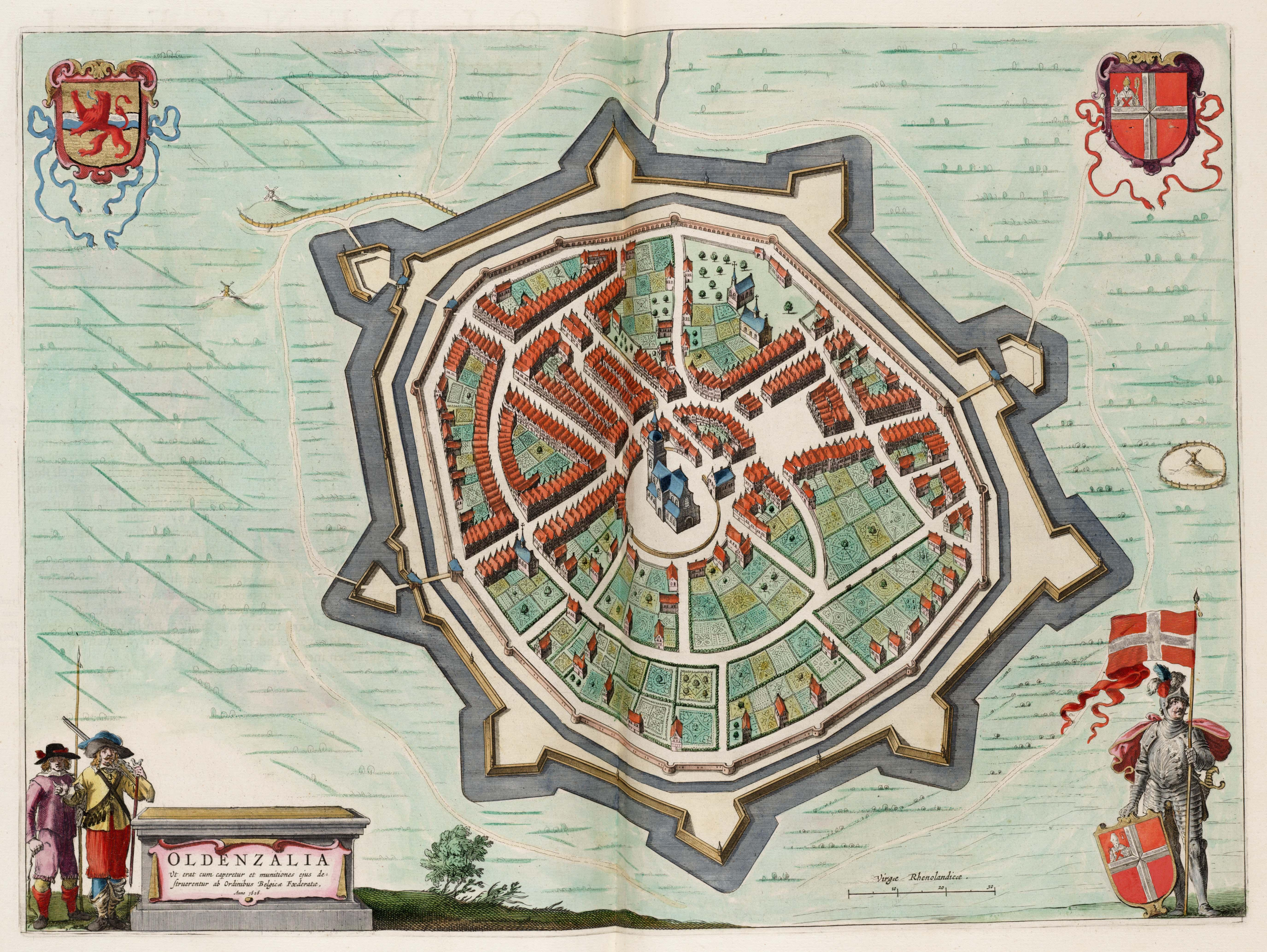
Oldenzaal was eeuwenlang de belangrijkste stad van Twente

Verreweg de meeste mensen woonden in verspreid liggende boerderijen. Daarnaast waren er enkele kerkdorpen. Sommige van deze dorpen ontwikkelden zich tot stadjes. De oudste stad is Oldenzaal, waarvan het jaar van stadsrechtverlening niet bekend is. Een stedelijk voorrecht was de jaarmarkt waartoe de bisschop in 1049 vergunning verleende. Rond 1225 waren er naast Oldenzaal al andere versterkte steden. Oldenzaal had toen ook al een stadsmuur. De andere Twentse steden hadden geen muren, alleen grachten, wallen en palissades. In de vijftiende eeuw werden verscheidene steden versterkt met een tweede gracht. De vestingwerken van Oldenzaal werden kort voor 1626 geheel gemoderniseerd.
De oudst bekende stadsrechtverleningen zijn van Rijssen (1243) en Goor (1263). De stadjes Goor, Delden (1404) en Enschede (1325) mochten bovendien tol heffen.
De meeste stadjes lagen aan een belangrijke route over land. Goor, Delden en Rijssen aan routes van Deventer naar Oldenzaal, Enschede aan de weg naar Münster en Ootmarsum aan de weg naar Coevorden en Groningen. Diepenheim en Almelo ontstonden bij de burchten van de eigenaars van de heerlijkheid en hadden waarschijnlijk hun stadsrecht van deze lokale heersers ontvangen. De stadjes hadden in de eerste plaats een regionale voorzienende functie op het gebied van levensmiddelen, diensten en religie.

### Religieuze instellingen

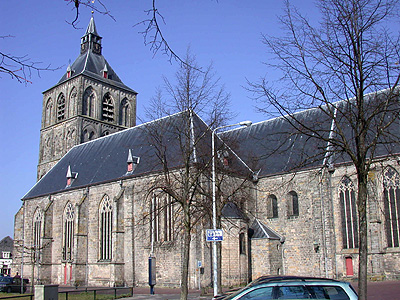
De kapittelkerk Sint-Plechelmus in Oldenzaal was de hoofdkerk van het dekenaat Twente

Twente werd in de tweede helft van de 8e eeuw, na de verovering door Karel Martel, gekerstend. Christelijke missionarissen waarvan men vermoedt dat ze in Twente werkzaam waren, zijn Lebuïnus, Marchelm en Plechelmus. Over de religie van de Twentenaren voor die tijd zijn geen specifieke gegevens bekend; net als andere Germanen waren het polytheïsten.
In de Late Middeleeuwen was Twente verdeeld in verschillende kerspels. De parochiekerken lagen in Almelo, Borne, Delden, Denekamp, Diepenheim, Enschede, Goor, Haaksbergen, Losser, Markelo, Oldenzaal, Ootmarsum, Rijssen, Vriezenveen en Wierden. Kapellen lagen in Hengelo, Tubbergen (sinds 1576 parochiekerk) en Albergen (1371). De parochiekerken van Almelo en Diepenheim waren oorspronkelijk kapellen en dochterkerken van respectievelijk Ootmarsum (tot 1236) en Markelo (tot 1224).
Het kerkelijk centrum van het dekenaat Twente was Oldenzaal, waar aan de kerk het Kapittel van Sint-Plechelmus was verbonden. Dit kapittel was door bisschop Balderik in 954 opgericht. Heel Twente hoorde onder het bisdom Utrecht, behalve de buurschap Markvelde in de heerlijkheid Diepenheim die onder het bisdom Münster viel.
In de 12e eeuw werd er in Weerselo een klooster gebouwd, Het Stift. Jongere kloosterstichtingen vonden plaats in de 15e eeuw. Het Sint-Agnesklooster te Oldenzaal ontstond uit een veertiende-eeuws begijnenhuis. Daarnaast was er het Sint-Catharinaklooster in Almelo en het Sint-Antoniusklooster in Albergen. Alle kloosters werden in de zeventiende eeuw na de Reformatie opgeheven, alleen het Stift bleef bestaan als een internaat voor ongehuwde adellijke jongedames.
Sinds de veertiende eeuw zijn vicariestichtingen bekend in de parochiekerken. Dit gebeurde vaak door lokale adel die goederen schonk om missen te laten lezen voor het zielenheil van hun voorouders en henzelf.

### Twente wordt deel van Overijssel
Tot 1528 maakte Twente deel uit van het Oversticht. Dat verkeerde sinds 1510 in oorlog met hertog Karel van Gelre, een van de zogenaamde Gelderse Oorlogen. De gekozen bisschop van Utrecht, Hendrik van Beieren, wist deze oorlog niet te beëindigen. De landschappen van het Oversticht besloten hierop keizer Karel V als hun heer te aanvaarden. Dit vormde het begin van de heerlijkheid Overijssel waarin de oude landschappen Salland, Twente en het Land van Vollenhove samen vertegenwoordigd waren. De Ridderschap van Twente bleef weliswaar bestaan maar had geen feitelijke bestuurstaken meer. De landschappen bleven echter afzonderlijke bestuurlijke en administratieve eenheden vormen binnen de provincie.

## Bestuurlijke indeling

### Drostambt, heerlijkheden en steden
Het grootste deel van het platteland van Twente viel onder het drostambt Twente. Het was verdeeld in lagere bestuurseenheden, de richterambten, die elk uit een of meer buurschappen bestonden, alleen bij Vriezenveen (onderdeel van de heerlijkheid Almelo) sprak men van een schoutambt. In deze richterambten gold het landrecht. Daarnaast waren er 8 stadsgerichten waar stadsrecht gold. Voor de zeventiende eeuw had de drost van Twente hier weinig of geen invloed, na het midden van de 17e eeuw kreeg de drost juist veel invloed.
Bijzondere rechtsgebieden waren Almelo, Diepenheim en Haaksbergen. Deze drie vormden aparte heerlijkheden binnen Twente. Diepenheim en Almelo stammen reeds uit de 12e of 13e eeuw, maar Haaksbergen werd pas in de 15e eeuw een aparte heerlijkheid. Diepenheim en Haaksbergen hadden tot in de 17e eeuw een eigen drost. Onder de heerlijkheid Almelo vielen zowel het richterambt en het stadsgericht Almelo als het schoutambt Vriezenveen. De heerlijkheid Almelo wist zich tot het einde van de Republiek te handhaven en werd in 1754 zelfs een hoge heerlijkheid.

### Richterambten
Overzicht van de richterambten met buurschappen en marken, binnen het Landschap Twente.

#### Almelo
- Almelo

#### Borne
- Bornerbroek (marke Zenderen en Bornerbroek)
- Hertme
- Zenderen (marke Zenderen en Bornerbroek, met het dorp Borne)

#### Delden
- Azelo
- Beckum
- Bentelo
- Deldenerbroek (Grote Boermarke van Delden)
- Deldeneresch (Grote Boermarke van Delden)
- Hengevelde
- Kotwijk (marke Kotwijk en Weddehoen)
- Oele
- Weddehoen (marke Kotwijk en Weddehoen)
- Woolde (met het dorp Hengelo)

#### Diepenheim
- Diepenheim (met dorp)
- Markvelde

#### Enschede
- Esmarke
- Groot Driene
- Lonneker
- Twekkelo
- Usselo

#### Haaksbergen
- Boekelo
- Brammelo
- Buurse
- Eppenzolder (marke Stepelo, Eppenzolder en Holthuizen)
- Holthuizen (marke Stepelo, Eppenzolder en Holthuizen)
- Honesch (met het dorp Haaksbergen)
- Langelo
- Stepelo (marke Stepelo, Eppenzolder en Holthuizen)

#### Kedingen
- Elsen
- Enter (met dorp)
- Herike (marke Stokkum en Herike)
- Kerspel Goor
- Markelo (met dorp)
- Notter (marke Notter en Zuna)
- Rectum
- Stokkum (marke Stokkum en Herike)
- Wierden (met dorp)
- Ypelo
- Zuna (marke Notter en Zuna)

#### Oldenzaal
- Berghuizen
- Beuningen
- De Lutte
- Deurningen
- Dulder (met het dorp Weerselo)

- Gammelke
- Hasselo
- Klein Driene
- Lemselo
- Losser (met dorp)
- Rossum
- Volthe

#### Ootmarsum
- Albergen
- Breklenkamp
- Denekamp (met dorp)
- Drieschicht van Geesteren, Vasse en Mander
- Fleringen
- Geesteren
- Groot Agelo (marke Agelo)
- Haarle
- Hezingen
- Klein Agelo (marke Agelo)
- Lattrop
- Mander
- Noord Deurningen
- Nutter (marke Nutter en Oud Ootmarsum)
- Oud Ootmarsum (marke Nutter en Oud Ootmarsum)
- Reutum
- Tilligte
- Tubbergen (met dorp)
- Vasse

#### Vriezenveen
- Vriezenveen

### Stadsgerichten
- Almelo
- Delden
- Diepenheim

- Enschede
- Goor
- Oldenzaal

- Ootmarsum
- Rijssen